# Isla Sandy (Nueva Caledonia)
Isla Sandy (en inglés Sandy Island, también nombrada en español como: Isla Arenosa y en francés como: Île de Sable o Île de Sables) es una isla fantasma en el sur del Océano Pacífico, trazada por error durante más de un siglo. Ubicada en mar territorial francés de Nueva Caledonia, a 110 kilómetros al este de las islas Chesterfield y al este del Mar de Coral. La isla figura en muchos mapas y cartas náuticas desde finales del siglo XIX. En 1974 dejó de aparecer en las cartas hidrográficas francesas. Sin embargo; hasta 2012 la isla figuraba aún en mapas de la National Geographic Society, en el atlas Times Atlas of the World o en los mapas digitales de Google Maps. A finales de ese mismo año, la isla ganó una amplia atención de los medios y del público cuando el RV Southern Surveyor, un barco de investigación con científicos de la Universidad de Sídney para estudiar la evolución tectónica del Mar de Coral, atravesó el área y «no la descubrió». En su lugar el océano llegaba a 1400 metros de profundidad. La isla se eliminó rápidamente de mapas y conjuntos de datos que aún la incluían.

## Historia
Del 14 al 15 de septiembre de 1774, el explorador inglés James Cook escribió «Sandy I.» serpenteando entre las latitudes 19 ° -20 ° S y 163 ° 50'-164 ° 15 'E de longitud frente a la punta de Nueva Caledonia. El mapa asociado, titulado «Cuadro de descubrimientos hechos en el Océano Pacífico Sur...» (Chart of Discoveries made in the South Pacific Ocean…), fue publicado en 1776. 
En 1876 un barco que zarpó del puerto de Hobart, llamado Velocity y dirigido por J.W Robinson, estaba navegando cerca de Nueva Caledonia. Allí la tripulación vio una mancha en el agua que les pareció una isla arenosa y la incluyeron en sus mapas como isla arenosa (Sandy Island), con una supuesta extensión de aproximadamente 25 kilómetros. Los islotes se extendían de norte a sur "a lo largo del meridiano 159 ° 57 'E" y "entre 19 ° 7' S y 19 ° 20 'S de latitud". Anotaron el descubrimiento en sus mapas y el diario Hobart Mercury, el 14 de abril de 1877, publicó un artículo sobre la expedición. Ambos aparecieron entonces en un directorio marítimo australiano de 1879. En el momento en que se creó la carta náutica, era una práctica estándar que todos los peligros potenciales para la navegación aparecieran en dichas cartas como precaución.

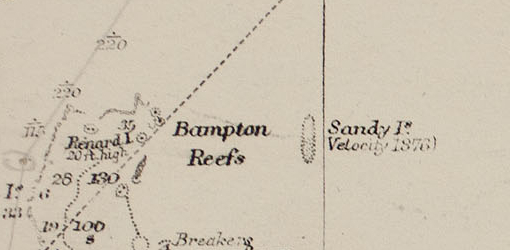
La isla Sandy (Sandy island) en un mapa del Instituto Hidrográfico del Reino Unido de 1908. Figura el barco descubridor (Velocity) y la fecha (1876).

Posteriormente otros cartógrafos añadieron en sus mapas la nueva isla, aparece incluido en un mapa alemán de 1881 y un mapa del Almirantazgo británico de 1895. La isla figura en un mapa de 1908 del Instituto Hidrográfico del Reino Unido, donde además figura el nombre del barco y la fecha del descubrimiento, y en otros mapas posteriores como en un mapa de 1922 de la Royal Geographical Society o en Atlas Mira, editado por la URSS en 1967.
Sin embargo, en 1974 la isla no aparecía en las cartas náuticas oficiales, ni en las fotos de los satélites. En 1979, para acabar con las dudas relativas a la existencia de la isla, la agencia francesa del Servicio Hidrográfico y Oceanográfico de la Marina (Service hydrographique et océanographique de la Marine, SHOM) solicitó reconocimientos aéreos mediante un avión de patrulla marítima Lockheed P-2 Neptune de la aviación naval francesa. Los informes posteriores concluían la no existencia de la isla. Por lo tanto, la isla fue eliminada de los documentos náuticos mediante notificación a los navegantes en marzo de 1979. Ante la observación de una batimetría incompleta, dada la extensión del espacio oceánico realizado desde barcos hidrográficos, se utilizan otras técnicas como la altimetría satelital para detectar posibles accidentes geográficos submarinos. Y aunque es eficaz en detectar relieves importantes, no determina con precisión la profundidad y puede necesitar de estudios más detallados de zonas concretas. En 2008, SHOM analizó los datos altimétricos del aérea presumible de la isla y se encontró una anomalía con fuerte probabilidad de encontrarse un volcán submarino a 1474 metros de profundidad.

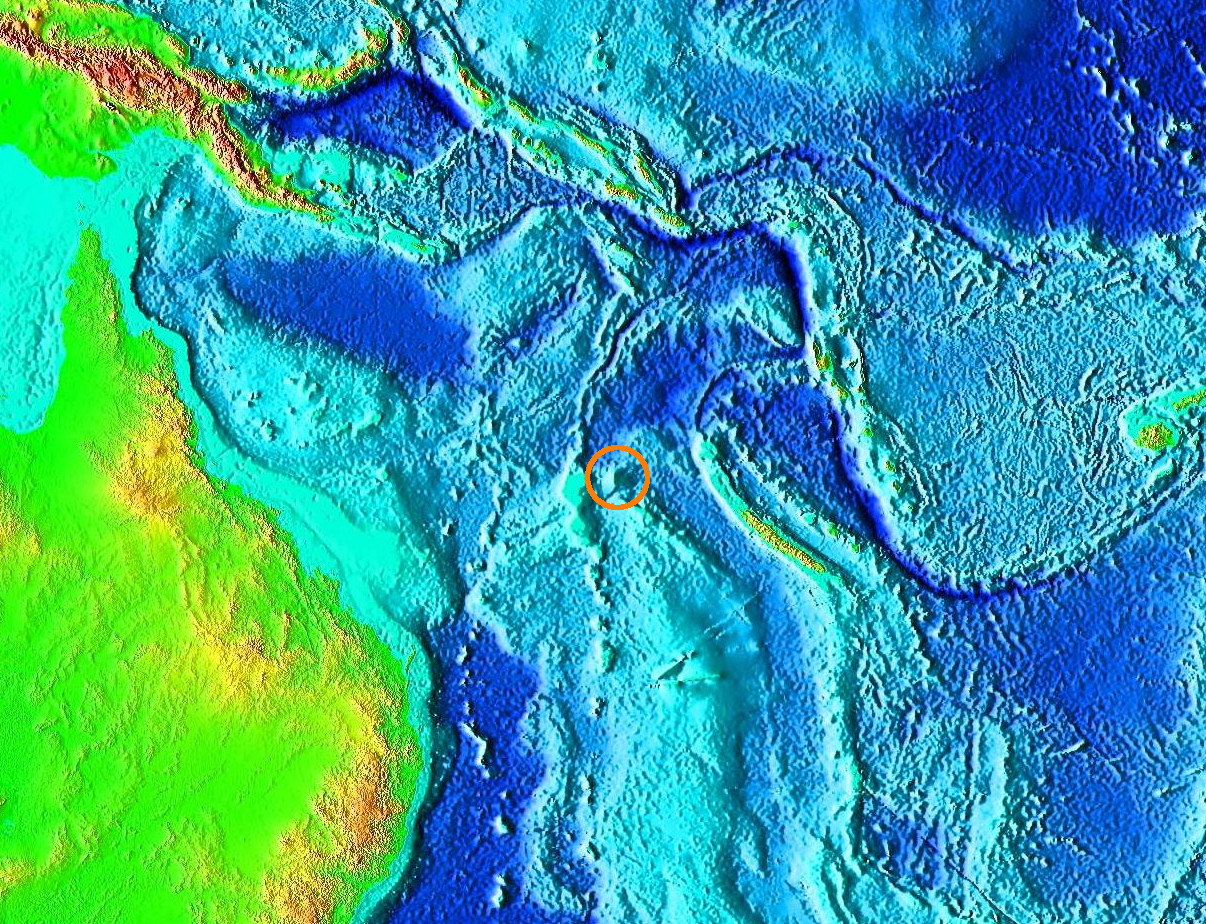
Mapa topográfico de la Oficina Nacional de Administración Oceánica y Atmosférica de los Estados Unidos, mostrando la supuesta localización de la isla Sandy.

Y sin embargo, desde principios del siglo XXI, continuó figurando la isla en muchas publicaciones. Hasta el aviso del buque de investigación australiano en 2012, en Google Earth aún figuraba como una isla de considerables proporciones, representada en una mancha oscura de forma lenticular alargada, o de huso, dispuesta en sentido sur-norte, de poco más de unos 30 km de largo por unos 5 de ancho.

## Hipótesis del error
Hay dos hipótesis para explicar el malentendido. Un error al posicionar la isla, ya que en el siglo XIX el posicionamiento en el mar era impreciso y, a veces, aleatorio con errores a menudo de longitud. La presunta posición de la isla Sandy está ubicada solo a 1º al este de los arrecifes de Bampton de las islas Chesterfield. Otra posibilidad sería un error de identificación, al confundir la isla con la presencia en la superficie del mar de residuos volcánicos flotantes de pumita o piedra pómez, hecha por lava de un volcán submarino.